# Helminthoglypta mohaveana
Helminthoglypta mohaveana é uma espécie de gastrópode  do filo Mullusca.
É endémica (Endemismo) dos Estados Unidos da América.